# گوئیدو استانیارو
گوئیدو استانیارو (ایتالیایی: Guido Stagnaro؛ ‏ ۲۰ ژانویهٔ ۱۹۲۵ – ۱۸ فوریهٔ ۲۰۲۱) کارگردان فیلم، فیلم‌نامه‌نویس و نویسنده اهل ایتالیا بود.  او در جریان دنیاگیری کووید-۱۹ در ایتالیا در اثر ابتلا به کووید ۱۹ درگذشت.
از فیلم‌هایی که وی در آن‌ها نقش داشته‌است، می‌توان به در عشق، هر لذتی با رنج همراه است اشاره نمود.